# Мали, Анаис
Анаис Мали (фр. Anais Mokngar Mali; род. 22 января 1991, Тулон) — французская модель и модельер.

## Ранние годы
Мали родился в Тулоне, Франция, в смешанной семье, отец — поляк, мать — ганка.

## Карьера
В 2009 году она подписала контракт с модельным агентством Wilhelmina Models. В сентябре 2009 года была моделью во время весенней презентации бренда певицы Гвен Стефани LAMB в Нью-Йорке. В октябре 2009 года участвовала в показах весенних коллекций брендов Shiatzy Chen и Vivienne Westwood в Париже.
В феврале 2010 года участвовала в осенних показах Catherine Malandrino, Cynthia Steffe, Rachel Roy в Нью-Йорке.
В сентябре 2010 года участвовала в шоу Marc Jacobs, Vera Wang, Derek Lam, Cynthia Rowley и Каролины Эррера в Нью-Йорке. В 2010 году она покинула агентство Wilhelmina Models и подписала контракт с агентство Ford Models.
В январе 2011 года появилась на обложке итальянского издания журнала Vogue, фотографировал её Стивен Мейзель.
В феврале 2011 года появилась в редакционной статье Vogue, фотографировал её Марио Тестино. В мае 2011 года появилась в редакционных статьях для Harper’s Bazaar, а также американских, французских и итальянских версий журналов Vogue, V и iD. Мали участвовала в показе Victoria’s Secret в 2011 году.
В июне 2016 года появилась на обложке Vogue Япония. В ноябре 2016 года появилась в клипе музыканта The Weeknd — Mania. В следующем году она в сотрудничестве с дизайнером Уривальдо Лопесом разработала и запустила линию боди под лейблом Anaïs Bodysuits.